# Junina Moleka 100 Vergonha

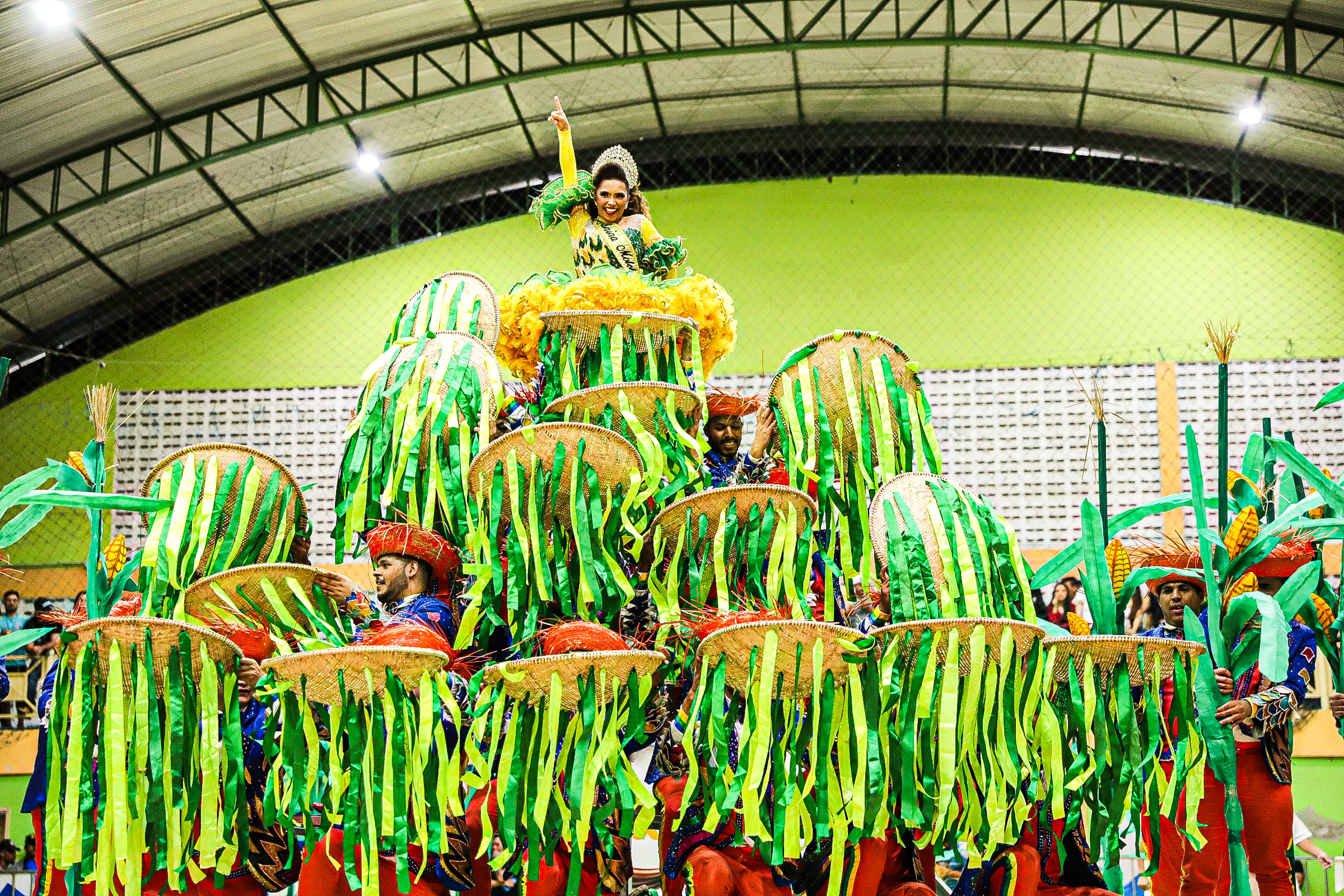
A Moleka 100 Vergonha ficou muito conhecida por conta de seus grandes espetáculo, na imagem em tela, um dos momentos mais fortes do grupo, a apresentação da Rainha, Kaline Kíssia eleita a Rainha do Maior São João do Mundo.

O Grupo de Cultura Popular Quadrilha Junina Moleka 100 Vergonha, ou apenas Junina Moleka 100 Vergonha, é um grupo de cultura popular fundado em 08 de fevereiro de 2000 no município brasileiro de Campina Grande (estado da Paraíba), sediado no bairro das Malvinas, que tem como seu principal seguimento a apresentação de quadrilha junina estilizada..
O grupo reconhecidamente de utilidade pública estadual, estabelecido pela lei estadual nº 12 546 de 28 de dezembro de 2022 de autoria do deputado brasileiro Moacir Rodrigues, sancionada durante o governo de João Azevedo Lins. Além da utilidade pública estadual, também foi reconhecida utilidade pública do município de Campina Grande, através da lei 8608 de 05 de junho de 2023, de autoria do vereador Severino da Prestação.
Atualmente o grupo tem como presidente o Sr. Mahatma Gandhi Araújo Vieira, e como vice presidente o Sr. Duane Gonçalves Guimarães da Silva.
A Junina Moleka, também é realizadora do "Maior Festival de Quadrilhas Juninas do Mundo", que teve como Campeã em 2023 a Junina Lumiar/PE, e em 2024 teve como Campeã a Junina Raio de Sol/PE.

## Principais conquistas
Atualmente é o grupo com mais títulos conquistados no estado da Paraíba, e um dos mais vitoriosos do Brasil, com participações em grandes festivais em quase todas as regiões do pais.

### Principais conquistas do grupo
| Concurso/Festival                            | Campeão                                                                 | 2º Lugar                      | 3º Lugar   |
| -------------------------------------------- | ----------------------------------------------------------------------- | ----------------------------- | ---------- |
| Concurso Nacional de Quadrilhas da Confebraq | 2015                                                                    |                               |            |
| Festival de Quadrilhas da Globo Nordeste     | 2013, 2015                                                              | 2007, 2016                    | 2011, 2014 |
| Festival Nordestão de Quadrilhas Juninas     | 2017                                                                    | 2007                          | 2019       |
| Festival Paraibano de Quadrilhas Juninas     | 2008, 2011, 2012, 2013, 2014, 2015, 2016, 2019,2024                     | 2006, 2007, 2009, 2017, 2022* | 2018       |
| Festival do Maior São João do Mundo          | 2006, 2007, 2010, 2011, 2012, 2014, 2017, 2018, 2019, 2022, 2024 , 2025 | 2008, 2013, 2015, 2016        | 2009       |

### Principais conquistas individuais - destaques
Kaline Kíssia
Destaque Junino Campeão do Maior São João do Mundo - 2016

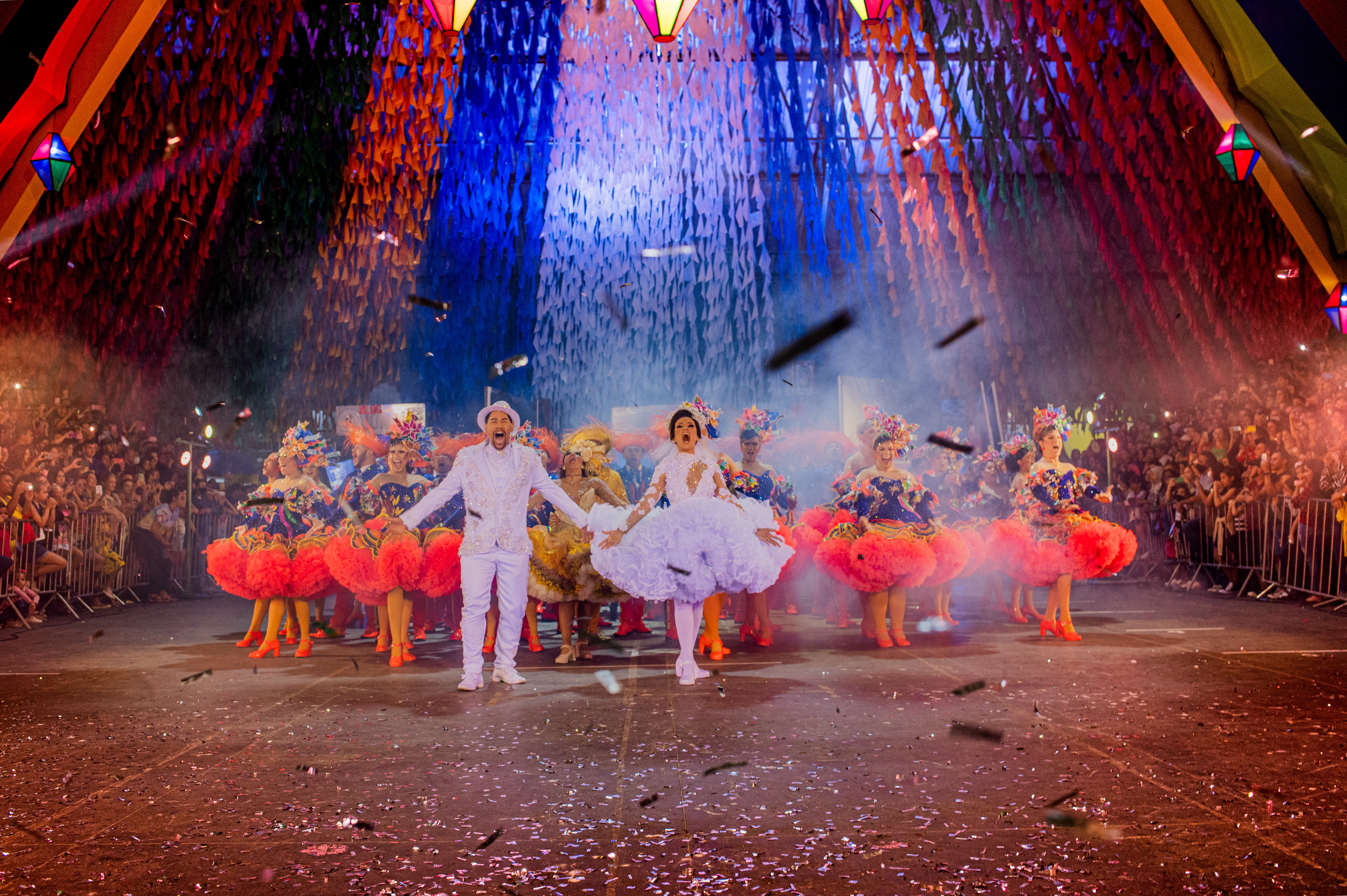
Temporada 2022, temática Descansanto, apresentação durante o festival do Maior São João do Mundo, em Campina Grande, Paraíba

Destaque Junino Campeão da Paraíba - 2016
Rainha Junina Campeã do Maior São João do Mundo - 2022 e 2024
Rainha Junina Campeã Paraibana - 2022
Wennia Sonally
Rainha Junina Campeã do Maior São João do Mundo  - 2013/2014/2015/2017
Rainha Junina Campeã Paraibana - 2014/2015/2017
Rainha Junina Campeã Brasileira - 2017

Lorena Costa e Ivandro Romão
Casal de Noivos Campeão do Maior São João do Mundo - 2011/2012/2013/2014/2015/2017/2018/2019
Rilavia Souza
Rainha Junina Campeã do Maior São João do Mundo - 2019

Destaque Junino Campeão do Maior São João do Mundo - 2015

## Temáticas apresentadas
A temática, é o enredo levado nos espetáculo em cada temporada, é responsável é dela que se extrai todo roteiro apresentado.
| Ano  | Temática apresentada                           |
| ---- | ---------------------------------------------- |
| 2000 | não houve temática apresentada                 |
| 2001 | não houve temática apresentada                 |
| 2002 | não houve temática apresentada                 |
| 2003 | Homenagem a Campina Grande                     |
| 2004 | Cangaço                                        |
| 2005 | Luiz Gonzaga o Rei do Baião                    |
| 2006 | Nas água do velho chico                        |
| 2007 | O canto do negro ecoou                         |
| 2008 | Canudos                                        |
| 2009 | Do sagrado ao profano                          |
| 2010 | A festa da colheita                            |
| 2011 | Fé ou superstição, em que você acredita?       |
| 2012 | É fogo                                         |
| 2013 | As aves que aqui gorjeiam não gorjeiam como lá |
| 2014 | Sol e chuva, casamento de viuva                |
| 2015 | Os 7 pecados capitais                          |
| 2016 | Não te assombres                               |
| 2017 | Ilu Aye                                        |
| 2018 | O voto                                         |
| 2019 | A nossa voz                                    |
| 2020 | não houve devido pandemia de covid-19          |
| 2021 | não houve devido pandemia de covid-19          |
| 2022 | Descansanto                                    |
| 2023 | É de tirar o chapéu                            |
| 2024 | A Graça não é de Graça!                        |

## Espetáculo - Uma estrela Armorial

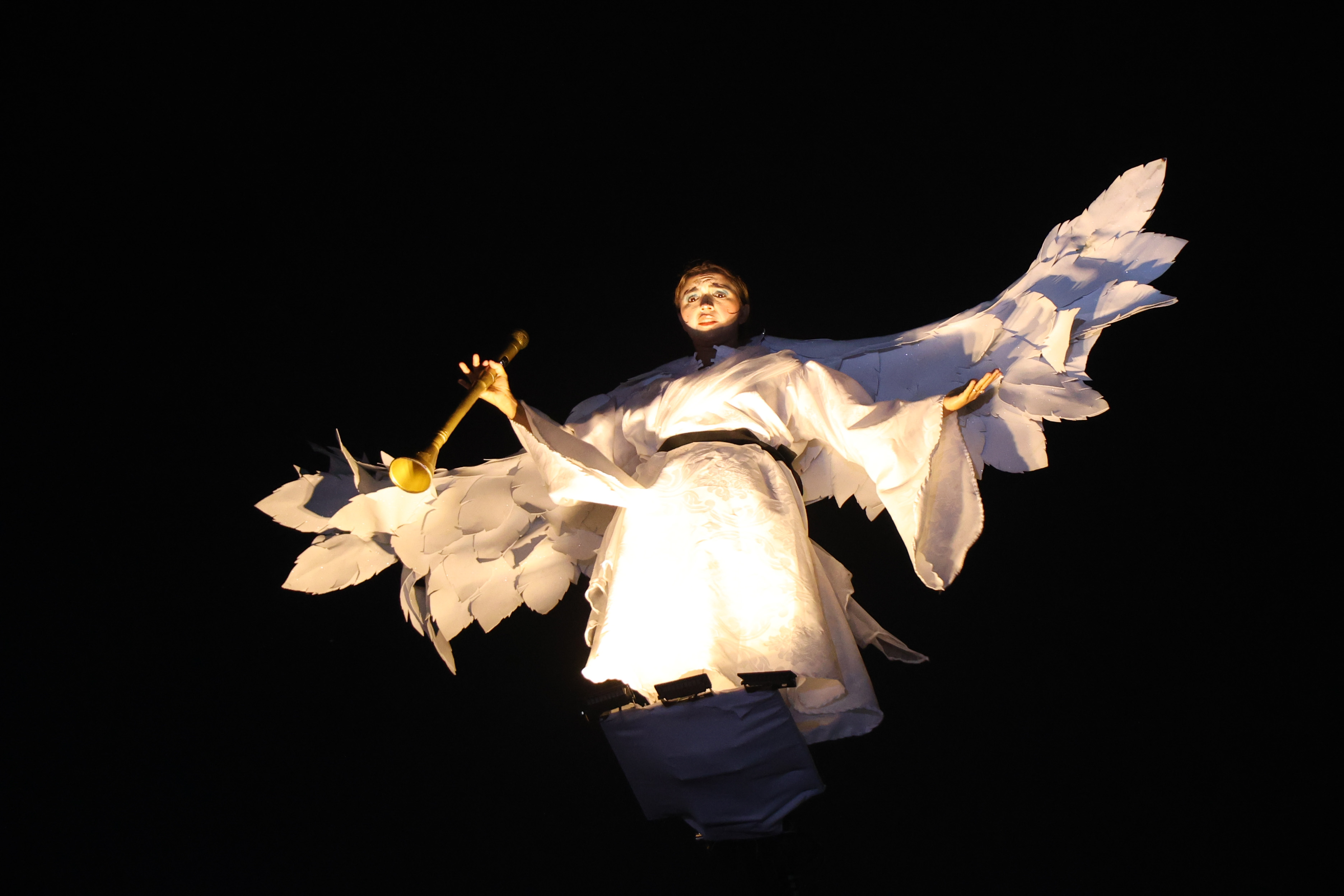
Kaline Kissia - Anjo da Anunciação 2023

Em 2023, a Moleka 100 Vergonha realizou a edição do espetáculo de Natal "Uma primeira Estrela Armorial" , um auto natalino inspirado na estética e no movimento armorial, idealizado por Ariano Suassuna . O texto foi escrito por Lima Filho , com direção artística de Marcelo Júnior .
A estreia aconteceu em 22 de dezembro de 2023 , no Largo do Museu dos Três Pandeiros , em Campina Grande, e foi um grande sucesso. O espetáculo marcou o início de um novo projeto do grupo, o "Moleka 360" , que ampliou a atuação da quadrilha para além do São João, promovendo espetáculos ao longo de todo o ano, em diferentes segmentos culturais. A primeira edição contou com oito dias de apresentações , consolidando-se como um evento de destaque no calendário cultural da cidade.
Em 2024, o espetáculo foi reapresentado com algumas adaptações, mas mantendo o elenco original. No elenco principal, Kaline Kíssia interpretou o Anjo da Anunciação , sendo suspensa por uma grua a mais de 20 metros de altura no topo do Museu Jackson do Pandeiro. O papel de Maria foi interpretado por Lorena Costa , enquanto José foi vivido pelo ator Pedro Jorge . Rilávia Sousa e Marcelo Júnior deram a vida a Chicó e João Grilo , personagens que conduziram uma narrativa de forma irreverente e cheia de particularidades, mesclando elementos do teatro popular nordestino.

O espetáculo "Uma Estrela Armorial" reafirma o compromisso da Moleka 100 Vergonha com a valorização da cultura nordestina e sua capacidade de inovação artística, expandindo sua atuação para além das festividades juninas.